# Експонування
Експонувáння, опромінювання, засвічення — процес опромінювання світлом фоточутливого матеріалу. Кількість світла, що отримав матеріал, називається експозицією.
Застосовується з використанням світла від рентгенівського діапазону до інфрачервоного. При експонуванні змінюються фізико-хімічні властивості матеріалу. Наприклад, у фотоемульсії (використовується переважно в чорно-білій і кольоровій аналоговій фотографії) відбувається розкладання сполук срібла на складові, атоми срібла осідають на підкладці. Оскільки срібло непрозоре для світла у видимому діапазоні, ми отримаємо картину, в якій темнота ділянок відповідатиме часу експонування і інтенсивності світла, що падає на цю ділянку.

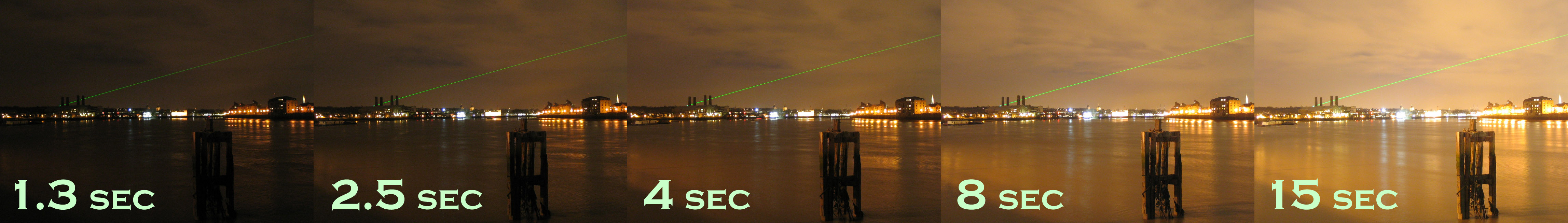
Демонстрація впливу витримки на фотографію. Зі збільшенням витримки за незмінної діафрагми збільшується експозиція

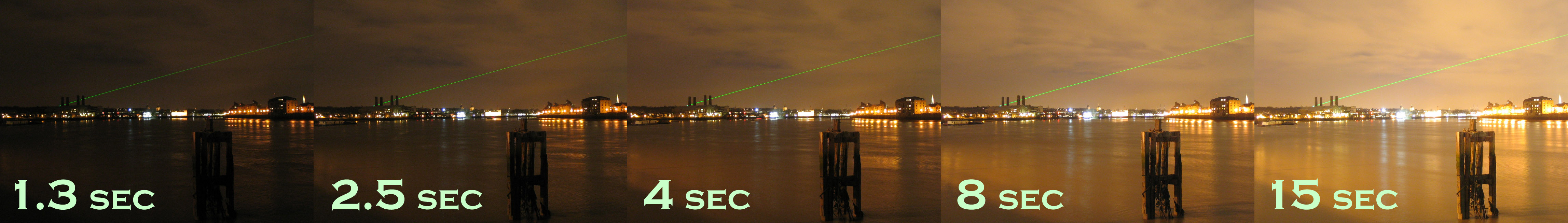
Демонстрація впливу витримки на фотографію. Зі збільшенням витримки при незмінній діафрагмі збільшується експозиція

{| style="width:90%;"
|-
|}